# Gongylidioides griseolineatus
Gongylidioides griseolineatus är en spindelart som först beskrevs av Schenkel 1936.  Gongylidioides griseolineatus ingår i släktet Gongylidioides och familjen täckvävarspindlar. Inga underarter finns listade i Catalogue of Life.